# لورا هارينجتون
لورا هارينجتون (بالإنجليزية: Laura Harrington)‏ هي ممثلة أمريكية، ولدت في 29 أبريل 1958 في الولايات المتحدة.

## أعمال

### أفلام
- (1993) ما الذي يضايق غيلبرت غريب
- (1997) محامي الشيطان[4]
- (1998) الببغاء بوللي[5][6]

## وصلات خارجية
- لورا هارينجتون على موقع IMDb (الإنجليزية)
- لورا هارينجتون على موقع ألو سيني (الفرنسية)
- لورا هارينجتون على موقع أول موفي (الإنجليزية)
- لورا هارينجتون على موقع قاعدة بيانات الأفلام السويدية (السويدية)
- لورا هارينجتون على موقع قاعدة بيانات الفيلم (الإنجليزية)
- لورا هارينجتون على موقع كينوبويسك (الروسية)